# European Currency Unit
European Currency Unit, або скорочено ECU (ЕКЮ) — європейська розрахункова грошова одиниця, що складалась з кошика валют держав-членів Європейського Співтовариства і використовувалась як розрахункова одиниця ЄС до заміни на євро (₠, англ. European Currency Unit, ECU — EURO)
Грошову одиницю  ECU запроваджено 1979 р. як центральний елемент Європейської валютної системи задля підтримки механізму обмінних курсів в рамках ERM. В її основу покладено зважений кошик валют. Від 1 січня 1999 року запроваджено євро за курсом 1 ECU = 1 євро. Готівковий обіг євро — від 1 січня 2002 року. Назву «євро» було узгоджено 15-16 грудня 1995 року на Мадридському саміті.